# Tigoda
Die Tigoda (russisch Ти́года) ist ein linker Nebenfluss des Wolchow in den russischen Oblasten Leningrad und Nowgorod.
Die Tigoda entspringt im Tosnenski rajon der Oblast Leningrad. 
Sie fließt anfangs in nordöstlicher Richtung. Sie passiert die Kleinstadt Ljuban.
Im Unterlauf wendet sie sich nach Süden und schließlich wieder nach Nordosten. 
Sie verläuft schließlich entlang der Grenze zur Oblast Nowgorod. 
12 km südlich von Krischi erreicht sie den nach Norden strömenden Wolchow.
Die Tigoda hat eine Länge von 143 km. Sie entwässert ein Areal von 2290 km².
Sie wird hauptsächlich von der Schneeschmelze gespeist.
In den Monaten April und Mai führt sie Hochwasser.
86 km oberhalb der Mündung beträgt der mittlere Abfluss 4,3 m³/s.
Im November / Dezember gefriert der Fluss. Ende März / April ist der Fluss wieder eisfrei.
Zumindest in der Vergangenheit wurde auf der Tigoda Flößerei betrieben.